# Fortifications d'Ainay-le-Château
Les fortifications d'Ainay-le-Château sont des fortifications situées à Ainay-le-Château, en France.

## Localisation

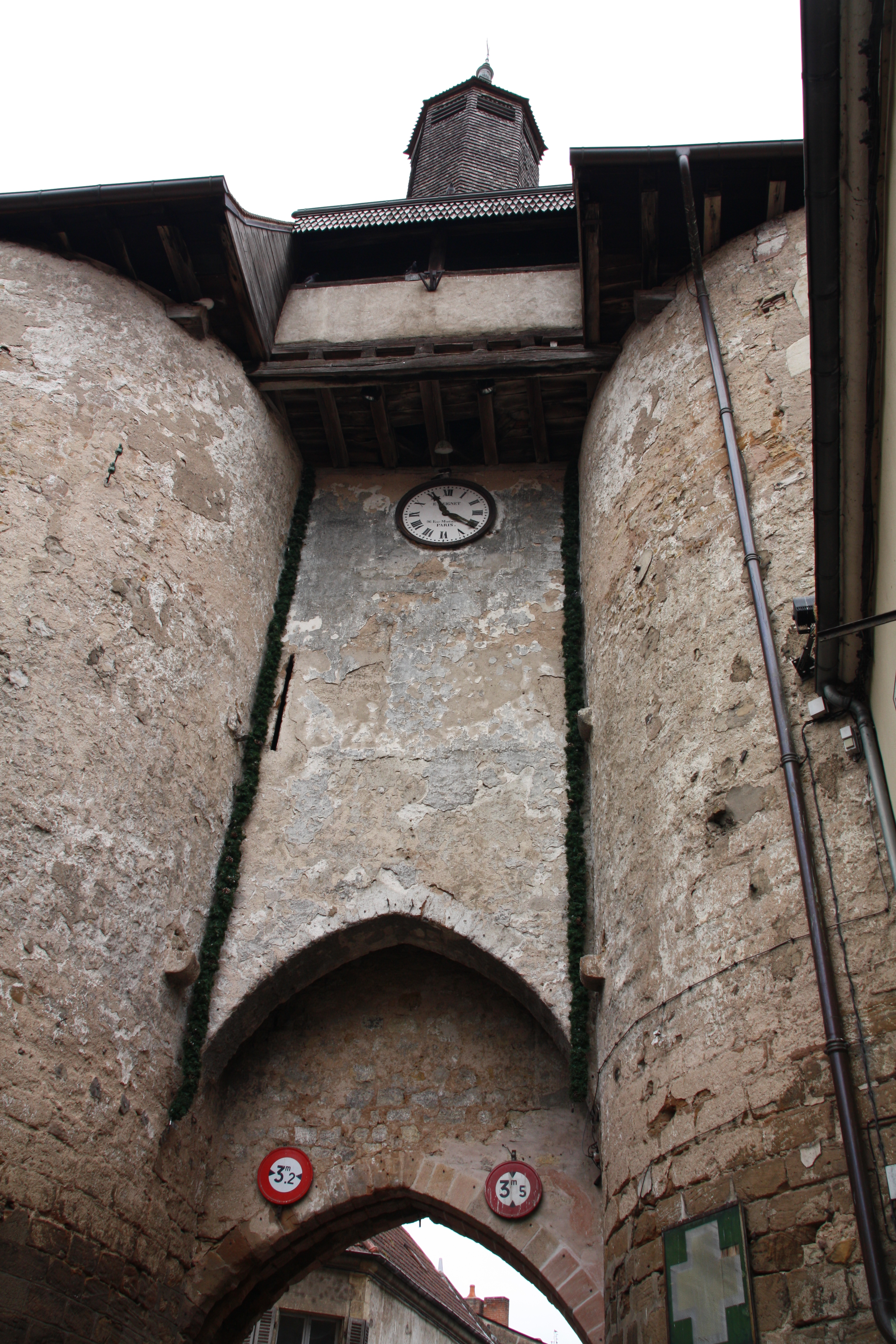
La porte de l'Horloge.

Les fortifications sont situées sur la commune d'Ainay-le-Château, dans le département français de l'Allier.

## Description
L'élément le plus remarquable de cet ensemble est la porte de l'Horloge.

## Historique
L'édifice est inscrit au titre des monuments historiques en 2007. L'ensemble des fortifications a ensuite fait l'objet d'une restauration complète.